# Филатов, Валерий Николаевич (актёр)
Вале́рий Никола́евич Фила́тов (22 ноября 1946 — 13 июля 1999, Белоруссия) — советский и белорусский актёр, Народный артист Беларуси (1997), Лауреат Государственной премии СССР (1985).

## Биография
Родился 22 ноября 1946 года.
В 1970 году окончил Белорусский театрально-художественный институт.

## Творчество
Театральную карьеру начал после окончания университета. Выступал на сценах Национальном академическом театре имени Янки Купалы и Национальном академическом драматическом театре им. М. Горького. Этот список могут дополнить также Могилёвский областной театр драмы и комедии имени Дунина-Марцинкевича в Бобруйске и Брестский академический театр драмы, в котором актёр проработал два года. Однако именно на сцене Купаловского театра Валерий Филатов сыграл свои выдающиеся роли. Здесь он играл спектакль «Рядовые», за который получил Государственную Премию СССР в 1985 году.

### Работы в театре
- «Ревизор» Николая Гоголя — Осип
- «Буря» Уильяма Шекспира — Калибан
- «Тартюф, или Обманщик» Мольера — Тартюф
- «Рядовые»

### Фильмография
1. 1970 — Хозяин
2. 1975 — Последняя жертва — Лука Герасимович Дергачёв
3. 1977 — Побег из тюрьмы — надзиратель Михайлов
4. 1977 — Юлия Вревская
5. 1979 — Новоселье — Владимир Кондрашов
6. 1979 — Соседи — управляющий лесным хозяйством
7. 1980 — Амнистия — Лопатка, старшина милиции
8. 1980 — Возьму твою боль — Качанок
9. 1982 — Давай поженимся — муж Зины
10. 1982 — Иван — сержант
11. 1982 — Купальская ночь — Никита Хохлик
12. 1983 — Белые росы
13. 1983 — Дело для настоящих мужчин — Иван Иванович Максимов
14. 1984 — Клиника (киноальманах)
15. 1985 — Мама, я жив — Иван Фомич Драгун
16. 1986 — Личный интерес — Илья Викторович Лозовик
17. 1986 — Охота на последнего журавля — Навалач
18. 1987 — Комедиант
19. 1988 — Без мундира
20. 1988 — Рядовые
21. 1989 — Его батальон — Каськов
22. 1990 — Плач перепёлки — Степан Баранов
23. 1991 — Австрийское поле
24. 1991 — Кукушкины дети
25. 1991 — Тутэйшыя — Генрих Спичини
26. 1992 — На тебя уповаю — милиционер
27. 1992 — Утро очень хорошего зимнего дня. Симфония
28. 1993 — Прощальный разговор
29. 1993 — Супермен поневоле, или Эротический мутант — майор милиции
30. 1994 — Заколдованные — Матюшин
31. 1994 — Клетка обезьяны
32. 1995 — Сын за отца
33. 1997 — Бег от смерти — начальник милиции
34. 2000 — Каменская (эпизод «Шестёрки умирают первыми») — Ловинюков

## Премии и награды
- Государственная премия СССР (1985) — за исполнение роли в спектакле «Рядовые»
- Народный артист Беларуси (1997)
- Заслуженный артист Белорусской ССР (1977)[2]